# Hawa Ahmed Youssouf
Hawa Ahmed Youssouf, née le 9 novembre 1966 à Djibouti, est une femme politique djiboutienne.
Titulaire d’une maîtrise en droit des relations internationales de l’université de Reims, elle est nommée conseillère technique du ministre des Finances en 1992, puis commissaire du gouvernement auprès du Conseil des contentieux administratifs. En 1998, elle est nommée à la tête de la Direction de la promotion de la femme et de l’enfant.
Après son élection en 1999, le nouveau président Ismaïl Omar Guelleh crée un ministère délégué à la Promotion de la femme, du bien-être familial et des affaires sociales. Nommée comme ministre-déléguée auprès du Premier ministre à la tête de ce ministère, Hawa Ahmed Youssouf devient la première femme djiboutienne ministre. Elle s'engage alors fortement contre la pratique des mutilations génitales féminines  et les mariages forcés,.
Après les élections législatives de 2003, Hawa Ahmed Youssouf est promue en 2005 au poste de ministre de la Coopération internationale. Le ministère de la Promotion de la femme, de la famille et des affaires sociales est attribué à Aïcha Mohamed Robleh.
Elle poursuit sa carrière à l'Union africaine, en devenant représentante spéciale de l’Union africaine en Centrafrique en 2010, puis représentante spéciale du président de la Commission de l’Union africaine à Madagascar de 2014 à 2023.